# السراب (فلم 1979)
السراب (بالفرنسية: Le Mirage) هو فيلم دراما مغربي صدر سنة 1979، من كتابة وإخراج أحمد البوعناني، وبطولة كل من محمد الحبشي، وعبد الله العمراني، وفاطمة الركراكي، ومحمد سعيد عفيفي. و يعتبر واحد من بين مئة أفضل فيلم عربي. ينقل الفيلم قصة مزارع بسيط يجد عدة حزم من الأوراق النقدية المخبأة في كيس من الدقيق في حقله، فيشجعه ذلك الاكتشاف على السفر إلى العاصمة لتغيير حياته، لكن أثناء رحلته يلتقي عدة شخصيات ستغير وجهة نظره للأمور.

## القصة
يبدأ الفيلم بمشهد صامت. رجل يقف وحيدًا في حقل، يرشق الحجارة بعنف نحو عدوٍّ غير مرئي. يبدو وكأنه يخوض قتالًا غاضبًا ضد قوة غامضة. لكن حجاراته لا تجدي نفعًا. هل يمكن للحجارة أن تهزم الظلم، والفقر، والاضطهاد؟
نحن في سنة 1947. المغرب تحت الحماية الفرنسية منذ عام 1912. في بلدة صغيرة، توزع السلطات المحلية أكياس الدقيق على المحتاجين في المنطقة. وهنا يدخل محمد بن محمد إلى المشهد. يرتدي سترة بقطع عسكرية قديمة، باهتة، مغبرة، ومرقعة، ويبدو عليه الضياع. يصغي بخوف إلى خطبة المراقب المدني الذي يصفه بالكسول.
وعند عودته إلى كوخه البائس، يكتشف بين طيات الدقيق رُزمًا من الأوراق النقدية. ومن هنا تبدأ هذه الحكاية المُرّة الحُلوة، التي ستقود هذا الرجل إلى مغادرة دواره صوب مدينة الرباط. من الساحات إلى الحانات المعتمة، يلتقي محمد بـ علي بن علي، بهلوان متجول، يشبه تشارلي شابلن أو باستر كيتون في نسخته المغربية، كل تلك الشخصيات تغير من نظرت محمد بن محمد للأمور.

## طاقم التمثيل
- محمد الحبشي بدور محمد بن محمد
- فاطمة الركراكي بدور زوجة محمد
- محمد سعيد عفيفي بدور علي بن علي
- عبد الله العمراني
- محمد الرزين بدور عباس
- مصطفى منير
- محمد الإدريسي
- محمد السلاوي بدور الحسين السلاوي

## جوائز
- في المهرجان الوطني الأول بالرباط (1982):[1]

- جائزة أفضل حوار
- جائزة أفضل ديكور
- جائزة أفضل دور رجالي (محمد الحبشي)
- جائزة الصحافة

## وصلات خارجية
- مقالات تستعمل روابط فنية بلا صلة مع ويكي بيانات
- الفيلم على موقع telerama.fr